# Arthur Treacher
Arthur Treacher (ur. 23 lipca 1894 w Brighton, zm. 14 grudnia 1975 w Manhasset) – angielski aktor filmowy, telewizyjny i głosowy.

## Filmografia
Głos
- 1962: How to Win on the Thruway jako narrator
- 1963: How to Live with a Neurotic Dog jako narrator
- 1964: How to Avoid Friendship jako narrator

Seriale
- 1947: Kraft Television Theatre
- 1950: Armstrong Circle Theatre
- 1954: Climax! jako Biskup Thornley
- 1962: The Beverly Hillbillies jako Pan Pinckney

Filmy
- 1929: The Battle of Paris jako Harry
- 1934: Viva Villa! jako angielski reporter (scena wycięta)
- 1934: Tu rządzi humor jako lokaj Durante'a (niewymieniony w czołówce)
- 1935: David Copperfield jako mężczyzna z osłem (niewymieniony w czołówce)
- 1936: Anything Goes jako sir Evelyn Oakleigh
- 1936: Pod twoim urokiem jako Botts
- 1937: Heidi jako pastor Schultz
- 1939: Mała księżniczka jako  Hubert 'Bertie' Minchin
- 1942: Star Spangled Rhythm jako wykonawca Sweater, Sarong & Peekaboo Bang
- 1944: Wielka nagroda jako sponsor wyścigu
- 1945: That's the Spirit jako Masters
- 1964: Mary Poppins jako Konstabl

## Wyróżnienia
Posiada swoją gwiazdę na Hollywoodzkiej Alei Gwiazd.